# Antoni Fernández Teixidó
Antoni Fernández Teixidó (Barcelona, 21 de marzo de 1952) es un político y economista español diputado del Parlamento de Cataluña (1999-2015), consejero del RCD Español y afiliado a Convergencia Democràtica de Catalunya hasta 2015. Dirige un despacho de asesoría contable y financiera en Barcelona. Está casado y tiene tres hijos. Desde junio de 2017 es el presidente del partido político catalanista no independentista Lliures.

## Biografía
Se licenció en Ciencias Empresariales y trabajó como asesor y experto económico en la Sociedad de Estudios Económicos y en Fomento del Trabajo, la patronal de Cataluña.
Inicia su vida política en la Liga Comunista (LC) [no confundir con la Liga Comunista Revolucionaria (LCR), de la cual era una escisión], donde ingresa en 1975. En 1983 se afilia al Centro Democrático y Social (CDS) de Adolfo Suárez, comunidad autónoma en la que fue el presidente del partido desde 1988, cargo que simultaneó con el de portavoz del CDS hasta 1990, fecha en la que dimitió de la presidencia catalana para dedicarse en exclusiva a la portavocía. En las elecciones generales de 1986 y 1989 fue el único diputado elegido por el CDS en la circunscripción de Barcelona. En 1987 fue el candidato del CDS a la alcaldía de Barcelona, sin conseguir representación. En 1988 fue candidato del CDS a la presidencia de la Generalidad catalana, obteniendo acta de diputado en el Parlamento de Cataluña. El CDS logró tres escaños.
En julio de 1991, Adolfo Suárez dimitió como presidente del partido, y Teixidó fue destituido como portavoz por el secretario general y presidente en funciones del partido, José Ramón Caso. Tras la dimisión de Suárez, Teixidó, al frente de la denominada Plataforma Renovadora, se postuló como candidato a secretario general del CDS en el congreso extraordinario celebrado en septiembre de dicho año. Teixidó resultó elegido secretario general, mientras que Rafael Calvo Ortega fue el elegido presidente. Calvo Ortega derrotó con claridad a Raúl Morodo, el candidato de Suárez, en tanto que Teixidó triunfó ajustadamente frente a Rafael Arias Salgado, compañero de candidatura de Calvo Ortega, y Rosa Posada, candidata de Suárez. Caso había optado por retirar su candidatura a la secretaría general ante el rechazo frontal de Teixidó. El Comité Nacional quedó formado en su mayoría por partidarios de Fernández Teixido.
Sin embargo, el enfrentamiento abierto entre José Ramón Caso y Teixidó causó una crisis aún más aguda en el partido. En marzo de 1992, tras el fracaso del CDS en las elecciones autonómicas catalanas de dicho año, en las que el CDS perdió todos sus parlamentarios, Fernández Teixidó dimitió como secretario general, siendo reemplazado por José Luis Gómez Calcerrada (afín a Caso). La dimisión era fruto del enfrentamiento entre Teixidó y sus partidarios, que controlaban el Comité Nacional, con los derrotados del congreso, encabezados por José Ramón Caso, que controlaban la Asamblea Nacional (máximo órgano entre congresos). Finalmente, en septiembre de ese año Teixidó dejó el partido, aunque no su acta de diputado, pasando al Grupo Mixto.
En 1993 ingresó en Convergència Democràtica de Catalunya (CDC) y desde 1996 es miembro del comité ejecutivo y consejero nacional de dicho partido. Desde noviembre de 2002 hasta diciembre de 2003 fue Consejero de Trabajo, Industria, Comercio y Turismo del Gobierno de la Generalidad de Cataluña, en el último gobierno de CiU con Jordi Pujol de Presidente. Ha sido diputado del Parlamento de Cataluña en las VI, VII, VIII, IX y X legislaturas, elegido en las listas de CiU por Barcelona.
En septiembre de 2006 el diario El País publicó una información que le relacionaba con un jefe de la mafia rusa, Malchas Tetruashvili, con quién mantuvo vínculos profesionales.

## Ideología
Es uno de los principales exponentes del ala liberal de CiU, con un marcado intento por mantenerse alejado tanto de las posturas socialdemócratas cercanas entre otros a Xavier Trias y de las conservadoras propias de Unió. Con el fin de hacer preponderar su postura dentro del partido, dirige junto a otros afiliados la plataforma interna Llibergència. Es seguidor de la Escuela Austríaca y es socio fundador del Instituto von Mises Barcelona, siendo partidario de políticas favorables al libre mercado y a limitar el papel del estado en la economía.
En 2017 participó en la formación del partido político Lliures, de tendencia liberal, centrista y catalanista no independentista. Fue elegido Presidente del Comité Ejecutivo.